# 高柳大輔
高柳 大輔（たかやなぎ だいすけ、1977年6月7日 - ）は、日本中央競馬会（JRA）・栗東トレーニングセンターの調教師。北海道門別町出身。美浦トレーニングセンターに所属する調教師の高柳瑞樹は実兄。

## 来歴
実家は北海道日高町の生産牧場である高柳牧場で幼い頃から馬に携わってきた。小学校、中学校はサッカー部に所属していたが札幌光星高校で兄瑞樹と同じく馬術部に入部し本格的な馬乗りを始める。京都産業大学に進学し大学でも馬術部に所属し、4年生の時に全日本学生馬術大会に出場した。
大学卒業後はノーザンファームに就職し、途中からノーザンファームが間借りしていた滋賀県のグリーンウッド・トレーニングに勤務した。2003年7月にJRA競馬学校厩務員課程に入学する。同年10月から大久保龍志厩舎で厩務員となり11月から調教助手を務める。2005年5月から安田隆行厩舎に移籍した。
2017年に9回目の挑戦でJRA調教師免許試験に合格し、翌2018年に栗東トレセンで開業する。技術調教師時代は音無秀孝厩舎、角居勝彦厩舎、矢作芳人厩舎で研修していた。
2021年4月18日に行われたアンタレスステークスでテーオーケインズが勝利し開業4年目で重賞初制覇。同年6月30日に行われた帝王賞でテーオーケインズが優勝しJpnI初制覇。同年12月5日に行われたチャンピオンズカップで同じくテーオーケインズが勝利しJRAG1も初優勝となった。
2022年12月25日の阪神5Rで勝利しJRA通算100勝を達成。

## 調教師成績

### 概要
|               | 日付          | 競馬場・開催  | 競走名                 | 馬名             | 頭数 | 人気 | 着順 |
| ------------- | ------------- | ------------- | ---------------------- | ---------------- | ---- | ---- | ---- |
| 初出走        | 2018年3月3日  | 1回小倉7日2R  | 3歳未勝利              | アドバンスマルス | 16頭 | 1    | 2着  |
| 初勝利        | 2018年4月8日  | 2回阪神6日3R  | 3歳未勝利              | アドバンスマルス | 16頭 | 2    | 1着  |
| 重賞初出走    | 2018年11月3日 | 5回京都1日11R | ファンタジーステークス | ヴァニラアイス   | 9頭  | 7    | 7着  |
| 重賞初勝利    | 2021年4月18日 | 2回阪神8日11R | アンタレスステークス   | テーオーケインズ | 16頭 | 1    | 1着  |
| GI初出走      | 2021年2月21日 | 1回東京8日11R | フェブラリーステークス | ソリストサンダー | 16頭 | 5    | 8着  |
| GI/JpnI初勝利 | 2021年6月30日 | 5回大井3日11R | 帝王賞                 | テーオーケインズ | 13頭 | 4    | 1着  |
| GI初勝利      | 2021年12月5日 | 6回中京2日11R | チャンピオンカップ     | テーオーケインズ | 16頭 | 1    | 1着  |

## 主な管理馬
※括弧内は当該馬の優勝競走、太字はGI級競走。
- テーオーケインズ（2021年アンタレスステークス、帝王賞、チャンピオンズカップ、2022年平安ステークス、JBCクラシック）
- ソリストサンダー（2021年武蔵野ステークス）
- サウンドビバーチェ（2023年阪神牝馬ステークス）
- テンハッピーローズ（2024年ヴィクトリアマイル）
- テーオーパスワード（2024年伏竜ステークス）
- ミュージアムマイル（2025年皐月賞）

## 主な厩舎所属者
- 藤野健太（2019年-2023年 調教助手）